# Pulčín
Pulčín je vesnice, část obce Francova Lhota v okrese Vsetín ve Zlínském kraji. Nachází se asi tři kilometry severozápadně od Francovy Lhoty na západním okraji Javorníků. Je zde evidováno 74 adres.
Pulčín je také název katastrálního území o rozloze 7,07 km².

## Název
Původní jméno vesnice bylo Půlčín a bylo odvozeno od osobního jména Půlka (které bylo buď totožné s obecným půlka nebo bylo odvozeno od slovesa púliti - "poulit (oči)"). Význam místního jména byl "Půlkův majetek". V souvislosti s dočasným opuštěním vesnice koncem 15. století přešlo místní jméno do množného čísla (Půlčiny), v 18. století došlo v úředních záznamech k návratu k jednotnému číslu. V místním nářečí se množné číslo udrželo do 20. století.

## Historie
První písemná zmínka o vesnici pochází z roku 1424.
Původní středověká podhradní ves, předchůdce dnešního Pulčína, se rozprostírala podél potoka protékajícího bezprostředně pod skalami. Založení této původní obce zřejmě proběhlo někdy na přelomu 13. a 14. století zároveň se vznikem stejnojmenného strážního hradu Plučiny. Tak jako s hradem ves vznikla, tak pravděpodobně i zanikla. V letech 1500–1520 je totiž v Moravských zemských deskách uvedena pustá ves již pod pozměněným názvem Pulčiny, obdobná zmínka je i o pustém hradu stejného jména.
Podruhé byla obec Pulčín založena pravděpodobně ve druhé polovině 16. století, avšak poněkud jižněji. Nově byl osídlen kopec naproti Pulčínských skal ve vzdálenosti asi půl kilometru. K roku 1574 je obec v Moravských zemských deskách společně s ostatními obcemi brumovského panství uvedena pod názvem Pulčiny.
V roce 1670 bylo ve vsi 9 obsazených usedlostí a tehdy i v dobách pozdějších měla ves především zemědělský a pasekářský charakter. Obec díky své poloze tolik netrpěla válečnými událostmi, jako níže položené okolí, nicméně v letech 1663 a 1704 neunikla vypálení a obyvatelé se uchýlili do relativního bezpečí nedalekého skalního města. Přes určitou nedostupnost chránící obyvatele před nájezdy zejména ze sousedních Uher život v drsné valašské krajině nebyl jednoduchý, proto mnoho obyvatel opouštělo obec a vydávalo se za prací do bližších či velmi vzdálených krajin, ať už za zemědělskými sezónními pracemi na úrodnou Hanou či na Žitný ostrov nebo jako zkušení miškáři až do východoevropských slovanských zemí. Nemálo jich odplulo i za oceán na americký kontinent.
V dnešní podobě se jméno vsi objevuje v pramenech poprvé v roce 1850. Tehdy také přestal být Pulčín součástí brumovského panství a přešel pod politický okres Uherský Brod.
Kolem roku 1900 žilo v Pulčíně o něco méně, než 400 obyvatel.
V samém závěru druhé světové války obec obsadilo německé vojsko a zaminovalo okolí. Pouze urychlený postup sovětských vojsk uchránil Pulčiny od zničení. Válečné události 2. světové války nepřežilo 13 občanů odvlečených do německých lágrů.
Po vysídlení sudetoněmeckého obyvatelstva z pohraničí v roce 1946 se většina obyvatel Pulčína přestěhovala na Šumpersko, konkrétně do Velkých Losin a Bukovic.
V posledních letech se počet stálých obyvatel v Pulčíně pohybuje kolem stovky, další chalupy slouží jako rekreační objekty početným chalupářům.

## Obyvatelstvo
| Rok            | 1869 | 1880 | 1890 | 1900 | 1910 | 1921 | 1930 | 1950 | 1961 | 1970 | 1980 | 1991 | 2001 | 2011 | 2021 |
| -------------- | ---- | ---- | ---- | ---- | ---- | ---- | ---- | ---- | ---- | ---- | ---- | ---- | ---- | ---- | ---- |
| Počet obyvatel | 346  | 358  | 359  | 323  | 303  | 320  | 329  | 194  | 245  | 223  | 164  | 125  | 107  | 78   | 72   |
| Počet domů     | 62   | 61   | 60   | 59   | 56   | 57   | 60   | 66   | 54   | 51   | 41   | 53   | 44   | 48   | 48   |

## Obecní správa
Při sčítání lidu v letech 1850–1979 Pulčín byl samostatnou obcí, se kterým patřil nejprve do okresu Uherský Brod, ale v roce 1950 v okrese Valašské Klobouky a od roku 1960 v okrese Vsetín. Od 1. ledna 1980 je částí obce Francova Lhota v okrese Vsetín.

## Zajímavosti
Vesnice Pulčín kromě toho, že byla založena dvakrát, je nejvýše položenou obcí okresu Vsetín (675 metrů) a podle místních obyvatel i nejvýše položenou obcí Valašska. Místo s okolím je pro svou kouzelnou krajinu a přírodní zajímavosti odedávna hojně navštěvováno trampy a turisty.

## Pamětihodnosti
- Krucifix
- Výšinné opevněné sídliště – hradiště a zřícenina hradu Pulčín
- kaple svatého Ducha